# Il senso della vertigine
Il senso della vertigine è un film del 1991 da Paolo Bologna.

## Trama
Giacomo è un ragazzo di provincia, appassionato lettore di libri gialli. Ha abbandonato una promettente carriera calcistica in seguito ad una brutta frattura e ora lavora in una rivendita di camper e motoscafi sul lago, quello stesso lago dove si ritira a pescare. La sua vita scorre senza felicità e senza dolori, spegnendo nell'anonimato sogni e desideri.
Ma l'incontro con Sara, sospettata dell'omicidio del marito, un ricco possidente della zona, cambia improvvisamente la sua esistenza. Giacomo si innamora, ricambiato da lei. Subito si trova coinvolto in una vicenda intrisa di misteri, ricatti, interessi. In ballo c'è una ricca polizza sulla vita, a suo tempo stipulata dal defunto che Sara vuole rifiutare per non incoraggiare le chiacchiere del paese.
Qualcuno - che dice avere le prove della sua colpevolezza - tenta di estorcerle del denaro. Giacomo, per difendere la donna, commette involontariamente un omicidio.
Da questo momento precipita in una spirale di follia dalla quale neanche l'amore di Sara può salvarlo.

## Produzione
Dopo il film metropolitano Fuori dal giorno, Paolo Bologna affronta la provincia, sempre con un segno noir. Le riprese del film, nell'estate del 1988, interamente girato a Viterbo e sul lago di Bolsena, sono risultate particolarmente difficili, vista la grande quantità dei plein-air e con una troupe ridottissima.
Il film è dedicato a Charles Williams, il grande giallista americano degli anni '50 e '60.

## Distribuzione

### Festivals
In concorso al Mysfest di Cattolica del 1991;
Festival del cinema italiano di Annecy in Francia 1990;
Festival del Cinema di Roma 1990;